# Camblanes-et-Meynac
Camblanes-et-Meynac est une commune du Sud-Ouest de la France, située dans le département de la Gironde en région Nouvelle-Aquitaine.

## Géographie

### Localisation
Commune de l'aire d'attraction de Bordeaux et de son unité urbaine, Camblanes-et-Meynac est située dans la région naturelle de l'Entre Deux Mers.

### Communes limitrophes
Les communes limitrophes sont  Cadaujac, Cambes, Cénac, Latresne, Quinsac, Saint-Caprais-de-Bordeaux et Villenave-d'Ornon.
|                            | Latresne / Cénac    |                           |
| Villenave-d'Ornon Cadaujac | Camblanes-et-Meynac | Saint-Caprais-de-Bordeaux |
|                            | Quinsac / Cambes    |                           |

### Climat
Pour des articles plus généraux, voir Climat de la Nouvelle-Aquitaine et Climat de la Gironde.
Historiquement, la commune est exposée à un climat océanique aquitain.  
En 2020, Météo-France publie une typologie des climats de la France métropolitaine dans laquelle la commune est exposée à un climat océanique et est dans la région climatique  Aquitaine, Gascogne, caractérisée par une pluviométrie abondante au printemps, modérée en automne, un faible ensoleillement au printemps, un été chaud (19,5 °C), des vents faibles, des brouillards fréquents en automne et en hiver et des orages fréquents en été (15 à 20 jours).
Pour la période 1971-2000, la température annuelle moyenne est de 12,8 °C, avec une amplitude thermique annuelle de 14,6 °C. Le cumul annuel moyen de précipitations est de 862 mm, avec 11,9 jours de précipitations en janvier et 6,7 jours en juillet. Pour la période 1991-2020, la température moyenne annuelle observée sur la station météorologique la plus proche, située sur la commune de Cadaujac à 4 km à vol d'oiseau, est de 13,8 °C et le cumul annuel moyen de précipitations est de 918,3 mm,. Pour l'avenir, les paramètres climatiques de la commune estimés pour 2050 selon différents scénarios d'émission de gaz à effet de serre sont consultables sur un site dédié publié par Météo-France en novembre 2022.

## Urbanisme

### Typologie
Au 1er janvier 2024, Camblanes-et-Meynac est catégorisée ceinture urbaine, selon la nouvelle grille communale de densité à sept niveaux définie par l'Insee en 2022.
Elle appartient à l'unité urbaine de Bordeaux, une agglomération intra-départementale regroupant 73  communes, dont elle est une commune de la banlieue,,. Par ailleurs la commune fait partie de l'aire d'attraction de Bordeaux, dont elle est une commune de la couronne,. Cette aire, qui regroupe 275 communes, est catégorisée dans les aires de 700 000 habitants ou plus (hors Paris),.

### Occupation des sols

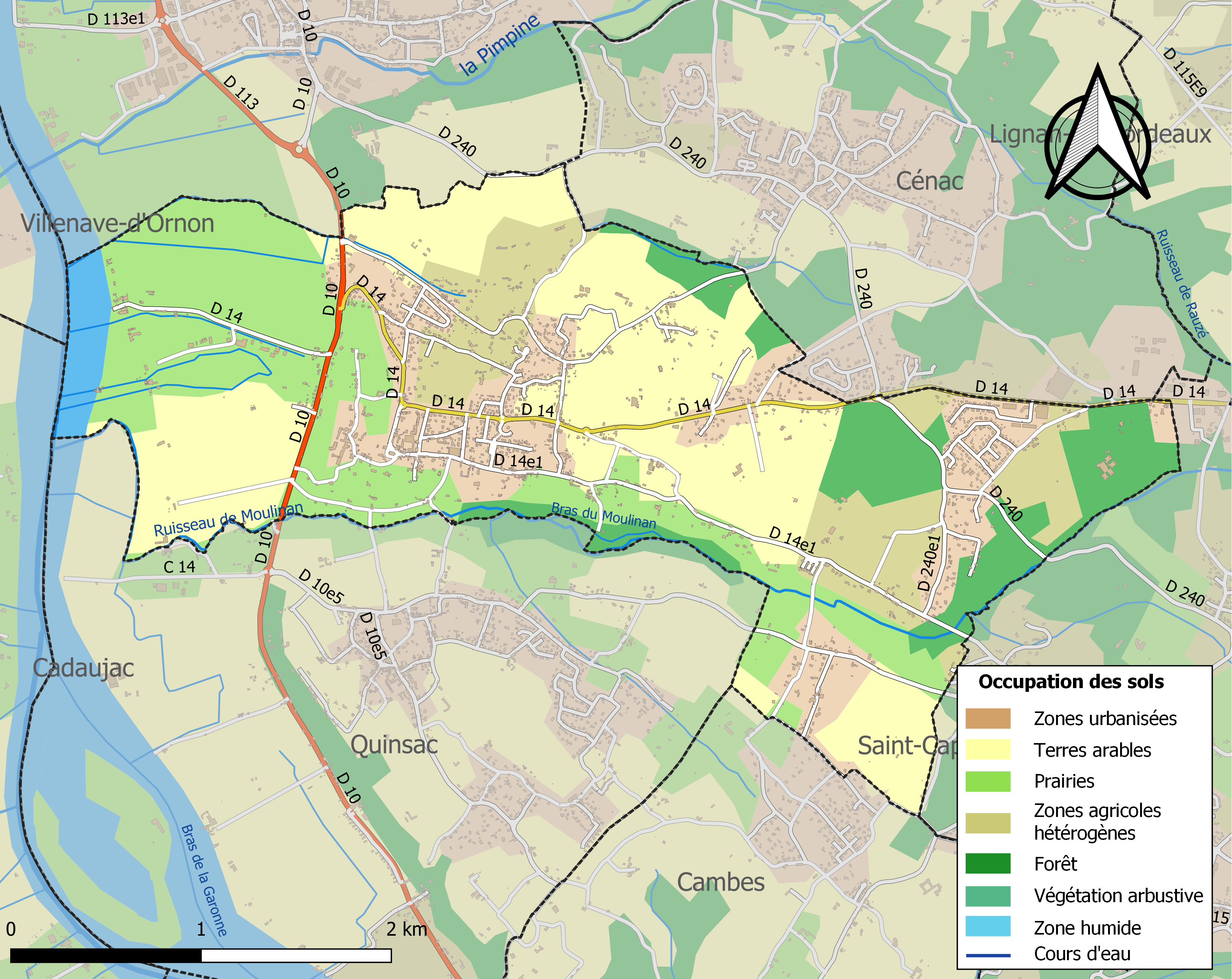
Carte des infrastructures et de l'occupation des sols de la commune en 2018 (CLC).

L'occupation des sols de la commune, telle qu'elle ressort de la base de données européenne d’occupation biophysique des sols Corine Land Cover (CLC), est marquée par l'importance des territoires agricoles (68,8 % en 2018), en diminution par rapport à 1990 (76,5 %). La répartition détaillée en 2018 est la suivante : 
cultures permanentes (27 %), prairies (24,7 %), zones urbanisées (17,1 %), zones agricoles hétérogènes (12,3 %), forêts (11,6 %), terres arables (4,9 %), eaux continentales (2,2 %), zones industrielles ou commerciales et réseaux de communication (0,3 %). L'évolution de l’occupation des sols de la commune et de ses infrastructures peut être observée sur les différentes représentations cartographiques du territoire : la carte de Cassini (XVIIIe siècle), la carte d'état-major (1820-1866) et les cartes ou photos aériennes de l'IGN pour la période actuelle (1950 à aujourd'hui).

### Risques majeurs
Le territoire de la commune de Camblanes-et-Meynac est vulnérable à différents aléas naturels : météorologiques (tempête, orage, neige, grand froid, canicule ou sécheresse), inondations, mouvements de terrains et séisme (sismicité faible). Un site publié par le BRGM permet d'évaluer simplement et rapidement les risques d'un bien localisé soit par son adresse soit par le numéro de sa parcelle.
Certaines parties du territoire communal sont susceptibles d’être affectées par le risque d’inondation par débordement de cours d'eau, notamment la Garonne. La commune a été reconnue en état de catastrophe naturelle au titre des dommages causés par les inondations et coulées de boue survenues en 1982, 1983, 1986, 1988, 1999, 2009 et 2021,.
Les mouvements de terrains susceptibles de se produire sur la commune sont des affaissements et effondrements liés aux cavités souterraines (hors mines) et des tassements différentiels. Par ailleurs, afin de mieux appréhender le risque d’affaissement de terrain, l'inventaire national des cavités souterraines permet de localiser celles situées sur la commune.

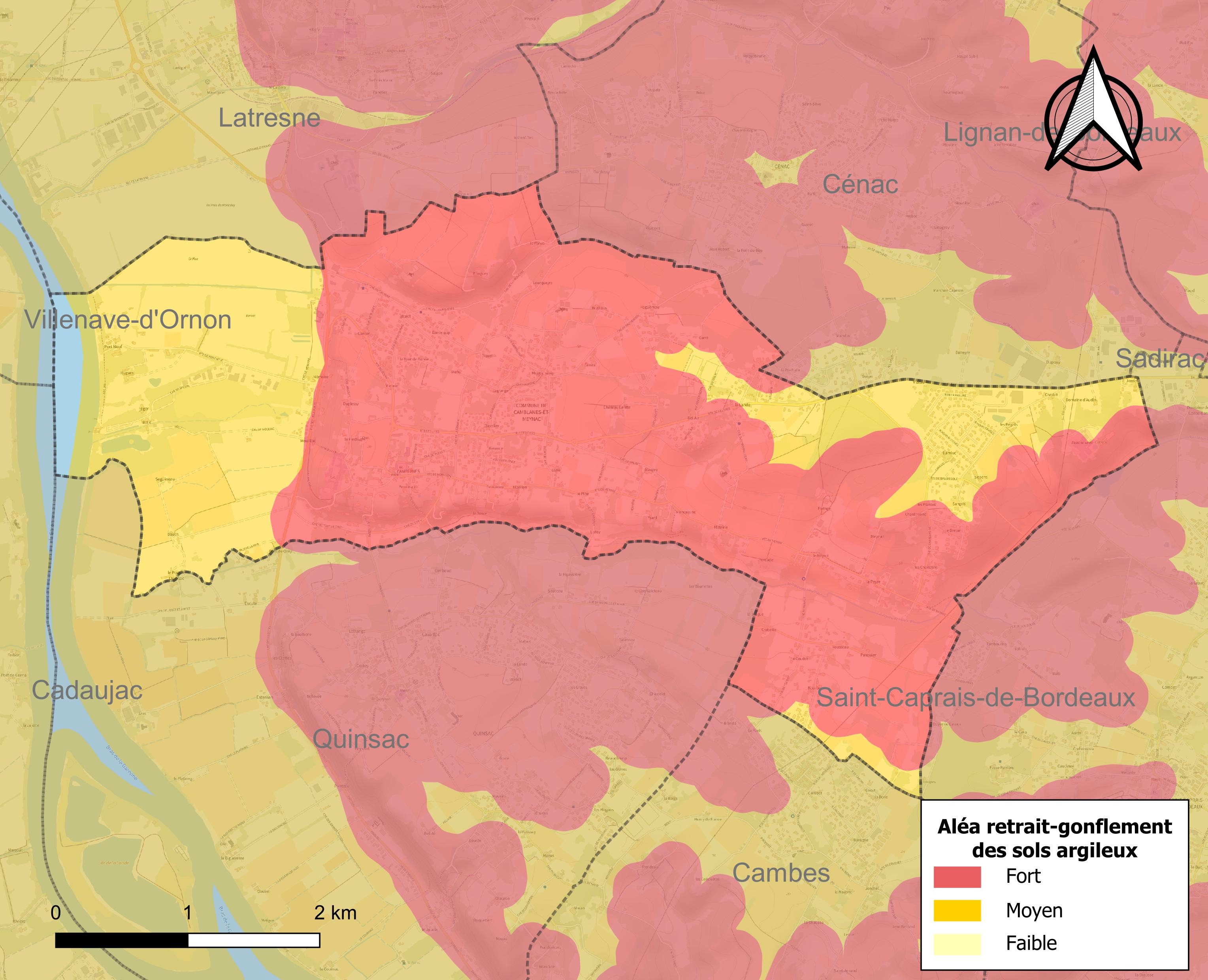
Carte des zones d'aléa retrait-gonflement des sols argileux de Camblanes-et-Meynac.

Le retrait-gonflement des sols argileux est susceptible d'engendrer des dommages importants aux bâtiments en cas d’alternance de périodes de sécheresse et de pluie. 98,6 % de la superficie communale est en aléa moyen ou fort (67,4 % au niveau départemental et 48,5 % au niveau national). Sur les 1 121 bâtiments dénombrés sur la commune en 2019, 1 121 sont en aléa moyen ou fort, soit 100 %, à comparer aux 84 % au niveau départemental et 54 % au niveau national. Une cartographie de l'exposition du territoire national au retrait gonflement des sols argileux est disponible sur le site du BRGM,.
Par ailleurs, afin de mieux appréhender le risque d’affaissement de terrain, l'inventaire national des cavités souterraines permet de localiser celles situées sur la commune.
Concernant les mouvements de terrains, la commune a été reconnue en état de catastrophe naturelle au titre des dommages causés par la sécheresse en 1989, 1991, 2002, 2003, 2005, 2010 et 2011 et par des mouvements de terrain en 1999.

## Histoire

### Antiquité
À l'origine, Camblanes avait pour nom Camplanis. Le site est occupé depuis l'Antiquité : des vestiges romains ont été trouvés à proximité de l'actuelle église Sainte-Eulalie, notamment une mosaïque. L'histoire raconte qu'un viticulteur romain avait fait construire sa villa sur le territoire de la commune, alors entièrement recouvert de vignes, et pratiquait le commerce du vin ; il faisait descendre ses barriques au lieu-dit Port-Neuf, en bord de Garonne, d'où partaient ses bateaux.

### Époque moderne
En 1649, pendant la Fronde, les troupes du duc d'Épernon attaquèrent le village. Des habitants se réfugièrent dans le clocher de l'église Sainte-Eulalie. Une trentaine d'entre eux y périrent dans l'incendie allumé par les assaillants. D'autres tentèrent d'échapper aux flammes en se jetant dans le vide. Une douzaine de survivants furent sauvés par les habitants de la commune voisine de Quinsac venus à leur secours.

### Époque contemporaine
À la Révolution, la paroisse de Sainte-Eulalie de Camblanes forme la commune de Camblanes et la paroisse de Saint-Pantaléon de Meynac, la commune de Meynac. En 1801, la commune de Meynac est rattachée à celle de Camblanes qui devient Camblanes-et-Meynac. La section A en est partiellement réunie à la commune de Villenave-d'Ornon.

## Politique et administration
La commune de Camblanes-et-Meynac fait partie de l'arrondissement de Bordeaux. À la suite du découpage territorial de 2014 entré en vigueur à l'occasion des élections départementales de 2015, la commune demeure dans le canton de Créon remodelé,. Camblanes-et-Meynac fait également partie de la communauté de communes des Portes de l'Entre-Deux-Mers, membre du Pays du Cœur de l'Entre-deux-Mers.
| Période                                  | Période  | Identité                | Étiquette                  | Qualité                           |
| ---------------------------------------- | -------- | ----------------------- | -------------------------- | --------------------------------- |
| Les données manquantes sont à compléter. |          |                         |                            |                                   |
| mai 1892                                 | 1920     | Charles Dubern          | Rassemblement conservateur |                                   |
| 1944                                     | 1959     | Fernand Dé              |                            |                                   |
| mars 1977                                | 2014     | Guy Trupin              | PS                         | Vice-président du conseil général |
| 2014                                     | En cours | Jean-Philippe Guillemot | DVG                        | Cadre supérieur                   |

## Jumelages
- Nußdorf am Inn (Allemagne) depuis 1975
- Vóri (Grèce) depuis 1995[24]

## Population et société

### Démographie
Les habitants de Camblanes-et-Meynac sont appelés les Camblanais et Meynacais.
L'évolution du nombre d'habitants est connue à travers les recensements de la population effectués dans la commune depuis 1793. Pour les communes de moins de 10 000 habitants, une enquête de recensement portant sur toute la population est réalisée tous les cinq ans, les populations de référence des années intermédiaires étant quant à elles estimées par interpolation ou extrapolation. Pour la commune, le premier recensement exhaustif entrant dans le cadre du nouveau dispositif a été réalisé en 2006.

En 2022, la commune comptait 3 145 habitants, en évolution de +9,51 % par rapport à 2016 (Gironde : +6,91 %, France hors Mayotte : +2,11 %).
| 1793  | 1800 | 1806 | 1821 | 1831 | 1836 | 1841 | 1846 | 1851  |
| ----- | ---- | ---- | ---- | ---- | ---- | ---- | ---- | ----- |
| 1 499 | 678  | 960  | 906  | 859  | 905  | 907  | 952  | 1 064 |

| 1856  | 1861  | 1866  | 1872  | 1876  | 1881  | 1886  | 1891  | 1896  |
| ----- | ----- | ----- | ----- | ----- | ----- | ----- | ----- | ----- |
| 1 022 | 1 183 | 1 185 | 1 220 | 1 215 | 1 231 | 1 206 | 1 250 | 1 259 |

| 1901  | 1906  | 1911  | 1921  | 1926  | 1931  | 1936 | 1946 | 1954 |
| ----- | ----- | ----- | ----- | ----- | ----- | ---- | ---- | ---- |
| 1 234 | 1 168 | 1 121 | 1 027 | 1 067 | 1 096 | 901  | 852  | 993  |

| 1962  | 1968  | 1975  | 1982  | 1990  | 1999  | 2006  | 2011  | 2016  |
| ----- | ----- | ----- | ----- | ----- | ----- | ----- | ----- | ----- |
| 1 285 | 1 505 | 1 742 | 2 030 | 1 932 | 2 089 | 2 479 | 2 703 | 2 872 |

| 2021  | 2022  | - | - | - | - | - | - | - |
| ----- | ----- | - | - | - | - | - | - | - |
| 3 093 | 3 145 | - | - | - | - | - | - | - |

### Enseignement
La commune de Camblanes et Meynac abrite le lycée professionnel Flora-Tristan, dans lequel se croisent différentes sections comme le commerce, l’hôtellerie, la fleuristerie et d'autres. Le lycée regroupe actuellement environ 400 élèves. Le lycée est doté d'une section européenne espagnole permettant à ces élèves de partir à l'étranger (pour les bac pro commerce).

## Économie
La commune est située dans l'aire d'appellation premières-côtes-de-bordeaux (AOC) du vignoble de l'Entre-deux-Mers. Le château Latour Camblanes, premières-côtes-de-bordeaux, est une propriété viticole ayant appartenu aux marquis de Latresne puis, de 1800 à 1920, à l'armateur et négrier Justin Delpla (1766-1834) et à ses descendants (Mac Carthy, Daumas puis Dubern). Ce château remontant au XVIe siècle appartient depuis 1982 à la famille Castel.

## Culture locale et patrimoine

### Lieux et monuments
- Église Saint-Pantaléon de Meynac. Elle est inscrite à l'Inventaire général du patrimoine culturel[30].
- Église Sainte-Eulalie de Camblanes-et-Meynac. Elle est inscrite à l'Inventaire général du patrimoine culturel[31].

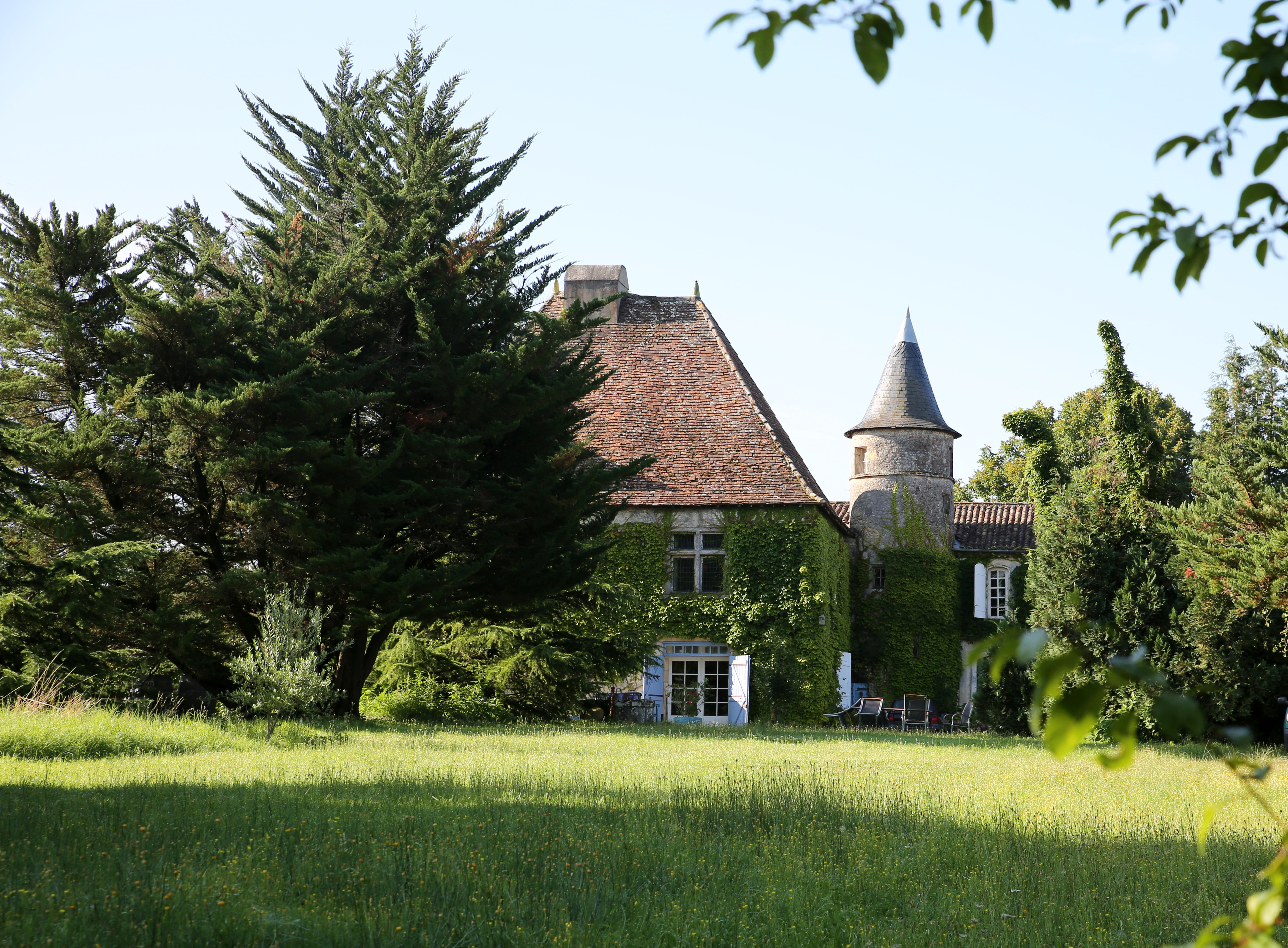
Château de Lagarette[32].
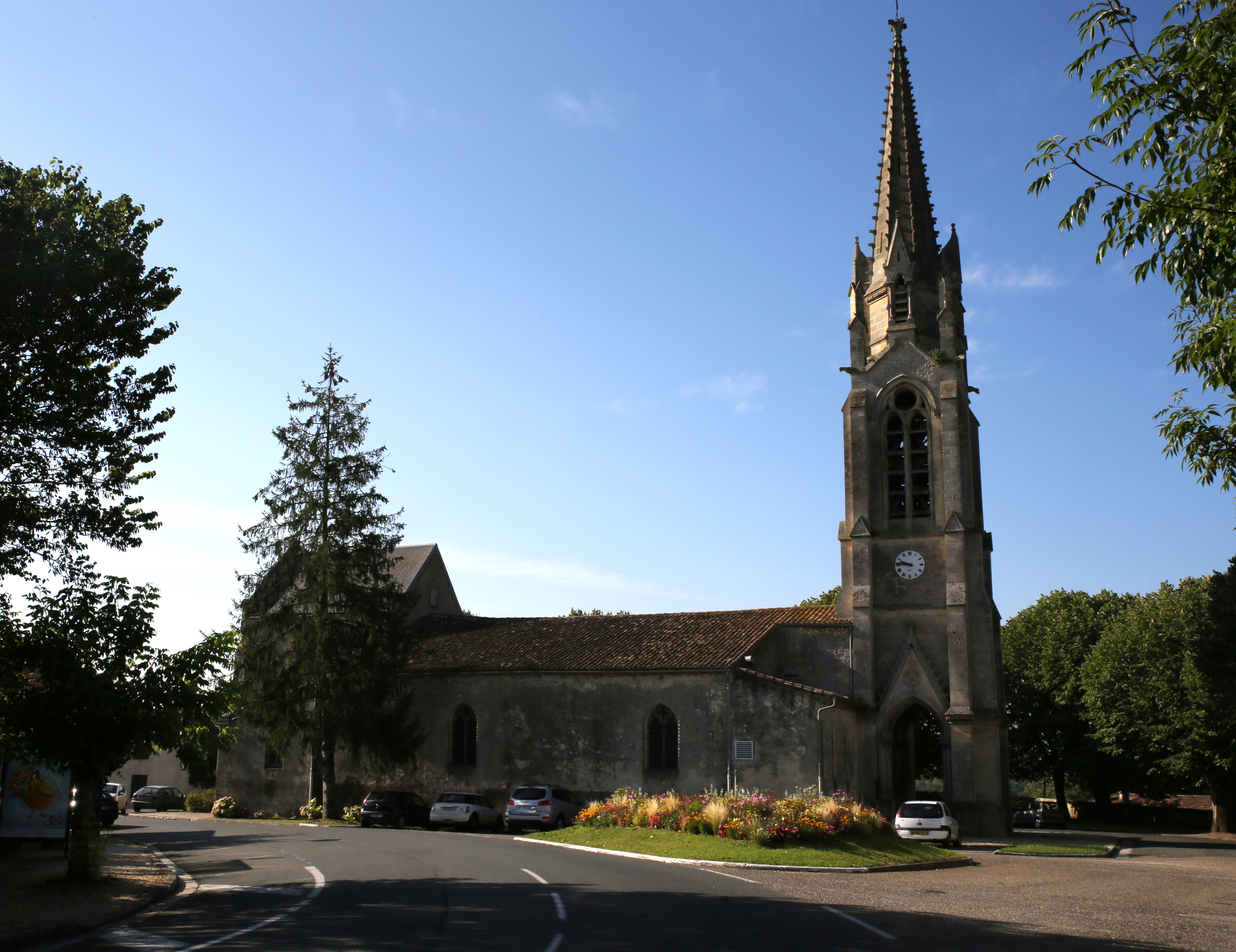
Église Sainte-Eulalie de Camblanes.

### Personnalités liées à la commune
- Eugène Daumas, (1803-1871), militaire, écrivain et homme politique français, époux de Catherine Caroline MacCarthy, est mort à Camblanes.
- Édouard Kargu, (1925-2010), footballeur international français a résidé à Camblanes où il est mort.
- Véronique Barrault, (1958-2022), actrice française de théâtre, de cinéma et de télévision est tuée dans un accident de la route dans la commune. La moto, dont elle est passagère, est percutée par une voiture sur le chemin du Seguin[33].

### Héraldique
| Blason de Camblanes-et-Meynac | Blason  | Écartelé d'or et de gueules, au premier à la lettre onciale C de gueules, au deuxième au colombier d’or ouverte du champ, essoré de sable et ajouré de six tourteaux du même ordonnés 1, 2 et 3, au troisième au cadran d’horloge d’or aux aiguilles de sable indiquant 11 h 18 et aux chiffres romains de même, au quatrième à la lettre onciale M de gueules ; sur le tout, de sable au cep de vigne de sinople, feuillé de quatre pièces du même et fruité de gueules à dextre et d’or à senestre, tuteuré d’argent ; le tout sommé d’un chef d’azur chargé d’un léopard d’or surmonté de trois étoiles d’argent rangées en fasce. Devise Bet ceou, bet peys, boun vin, bounes gens (Beau ciel, beau pays, bon vin, bonnes gens). |
| Blason de Camblanes-et-Meynac | Détails | Blason officiel, présenté sur le site internet de la commune |